# Базовий актив
Бáзовий акт́ив — товари, цінні папери, кошти та їх характеристики, що є предметом виконання зобов'язань за деривативом.

## Приклади
- у опціоні на придбання 100 акцій Nokia за ціною EUR 50 у квітні April 2011, базовим активом є акція Nokia;
- у ф'ючерсному контракті на придбання 10-річних державних бондів Німеччини номіналом EUR 10 мільйонів, базовим активов є ці німецькі бонди;
- для біржових індексів, напр. Промислового індексу Доу-Джонса та Nikkei 225, базовим активом є прості акції 30 великих компаній США та 225 японських компаній відповідно;
- дериватив опціон на ф'ючерс є прикладом деривативу, базовим активом яких є також дериватив.